# Vietnam i olympiska sommarspelen 1968
Vietnam deltog med nio deltagare vid de olympiska sommarspelen 1968 i Mexico City. Ingen av landets deltagare erövrade någon medalj.